# 許瑟爾卡爾峰

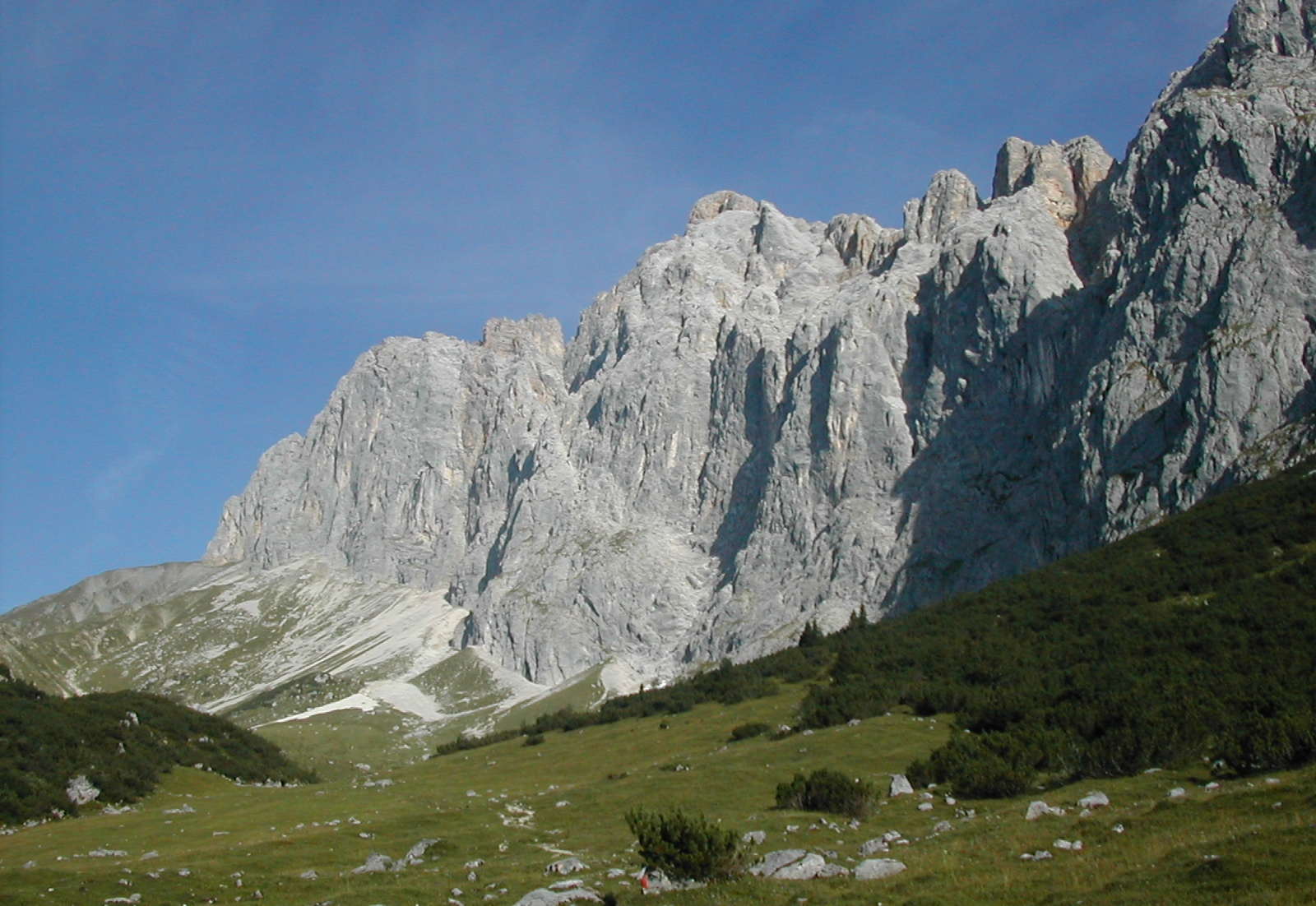

47°23′50″N 11°7′11″E / 47.39722°N 11.11972°E
許瑟爾卡爾峰（德語：Schüsselkarspitze），是德國的山峰，位於該國東南部，由巴伐利亞負責管轄，屬於韋特施泰因山脈的一部分，海拔高度2,555米，人類在1892年首次登頂。